# Южная Голландия
Южная Голла́ндия (нидерл. Zuid-Holland) — провинция на западе Нидерландов, между Северным морем и дельтой рек Маас и Рейн. Южная Голландия — регион, имеющий код ISO 3166-2:NL в мировой системе региональных кодов ISO (международная организация по стандартизации).

## География
Площадь территории 3418,50 км² (включая воду 6-е место), в том числе суша — 2814,69 км² (5-е место).
Главными городами провинции являются: Роттердам, Гаага, Лейден, Делфт, Гауда. Южная Голландия — самая густонаселённая и развитая провинция, большинство населения проживает в агломерации (центром её является Роттердам).
Провинция располагается у Северного моря в дельте рек Рейн и Маас. Здесь много водных объектов: Ньиве-Маас, Ньиве-Ватервег, Ауде-Маас, Ауде-Рейн, Холландсе-Эйссел, Холландс-Дип, Харингвлит. На юге провинции находятся острова, которые лежат в дельте Мааса и Рейна. Остров Гуре-Оверфлакке географически близок к Зеландии и является самым значимым.
Провинция граничит с Зеландией на юго-западе, Северным Брабантом на юго-востоке, Гелдерландом на востоке, Утрехт на северо-востоке и Северной Голландией на севере.

## История

### До 1795 года
На протяжении практически всей своей истории сегодняшняя провинция Южная Голландия была неотъемлемой частью Голландского графства.
С IX по XVI века Голландия входила в состав Священной Римской империи. С XVI века по 1795 год Голландия являлась самой развитой и наиболее важной провинцией Республики Соединенных провинций, именно поэтому она господствовала в государстве. В этот период иногда делали различие между «Северной Стороной» (Noorderkwartier) и «Южной Стороной» (Zuiderkwartier), эти области соответствуют сегодняшним провинциям Северной и Южной Голландии.

### Появление новой провинции (1795—1840 гг.)
Провинция южная Голландия появилась во время французского правления (1795—1813). В 1795 была образована Батавская республика. По Конституции 1798 года, старые границы были значительно пересмотрены: было образовано 8 департаментов с приблизительно равным количеством жителей. Голландия была разделена на 5 департаментов: «Тексел», «Амстел», «Делф», «Шельда и Маас» и «Рейн». Первые три находились на территории Голландии, два последних включали в себя территории разных провинций. В 1801 году были восстановлены старые границы и создан департамент «Голландия». Эти преобразования, которые просуществовали недолго, зародили идею разделения развитой провинции.
В 1807 Голландия снова была реорганизована: были образованы 2 департамента «Маасланд» (соответствует современной Южной Голландии) и «Амстелланд» (соответствует современной провинции Северной Голландии). Но в 1810 вся территория Нидерландов вошла в состав Французской империи. Маасланд был переименован в «Monden van de Maas» («Устье Мааса»), а Амстелланд и Утрехт были объединены в департамент «Zuiderzee» («Южное море»).
После проигрыша и смещения Наполеона в 1814 была введена новая Конституция, по которой страна состояла из провинций и регионов (landschappen). «Monden van de Maas» и «Zuiderzee» были объединены в провинцию Голландия, в которой появились два управляющих: один в бывшем департамента «Маасланд» (сегодняшняя Южная Голландия) и один в бывшем департамента «Амстелланд» (современная Северная Голландия). При этом идея о разделении Голландии продолжала существовать.
В 1840 году очередной раз была изменена Конституция. В том числе было решено разделить Голландию на Южную и Северную. В основном это была инициатива Амстердама, которому не нравилось перенесение Апелляционного суда в Гаагу в 1838.

### С 1840 года
С 1840 года Южная Голландия уступила три общины провинциям Утрехт: Аудватер в 1970, Вурден в 1989 и Вианен в 2002.

## Административно-территориальное деление
С 2023 года Южная Голландия разделена на 50 общины.
| - Алблассердам - Албрандсвард - Алфен-ан-де-Рейн - Барендрехт - Бодегравен-Реувейк - Ворне-ан-Зе - Капелле-ан-ден-Эйссел - Делфт - Дордрехт - Гуре-Оверфлакке - Горинхем - Гауда - Гаага - Хардинксвелд-Гиссендам - Хендрик-Идо-Амбахт - Хиллегом - Хуксевард | - Каг-эн-Брассем - Катвейк - Кримпен-ан-ден-Эйссел - Кримпенервард - Лансингерланд - Лейден - Лейдердорп - Лейдсендам-Ворбург - Лиссе - Масслёйс - Мидден-Делфланд - Моленланден - Ньивкоп - Ниссевард - Нордвейк - Угстгест - Папендрехт - Пейнаккер-Нотдорп | - Риддеркерк - Рейсвейк - Роттердам - Схидам - Слидрехт - Тейлинген - Влардинген - Ворсхотен - Ваддинксвен - Вассенар - Вестланд - Зутермер - Зутервауде - Зёйдплас - Звейндрехт | Общины Южной Голландии (2019) |

## Экономика
На территории Южной Голландии находится, в частности, порт Роттердама, который является самым большим в Европе и одним из самых больших в мире.

## Культура
Музеи
На 2007 год в Южной Голландии было 119 музеев с 3,3 миллионов посетителей в году. Музеи в Южной Голландии с большинством посетителей в основном расположены в Роттердаме, Гааге и Лейдене.
Муниципальный музей Гааги с 350 тысячами посетителей в 2012 году был самым посещаемым музеем в Южной Голландии и занял седьмое место по посещаемости среди музеев Нидерландов. Музей «Натуралис» в Лейдене, музей естественной истории с коллекцией включает окаменелости и чучела животных - посетили в 2012 году более 250 тысяч человек. Музей Бойманса — ван Бёнингена в Роттердаме - посетили в 2012 году 250 тысяч человек.
Другие популярные музеи включают «Музеон» в Роттердаме, Государственный музей древностей и Национальный музей этнологии в Лейдене, панораму Месдаха в Гааге, ботанический сад в Лейдене, всемирный музей в Роттердаме.